# Dominóelmélet
A dominóelmélet az Amerikai Egyesült Államok hidegháborús politikájának egy meghatározó eleme, amelyet mind az amerikai liberálisok, mind a konzervatívok követtek és terjesztettek, 
főleg Indokínával kapcsolatban.

Az elmélet szerint ha egy országban kommunisták veszik át a hatalmat, akkor a környező országok dominók módjára kerülnek a Szovjetunió befolyása alá.
A dominóelméletet Eisenhower amerikai elnök nyilvánosan először 1954. április 7-én hirdette meg, egy sajtótájékoztatón. Eredetileg Indokína vonatkozásában használta. Szerinte ha Indokínában kommunisták kerülnek hatalomra, akkor elfoglalhatják Burmát, Thaiföldet és Indonéziát is. Ezzel stratégiai előnyhöz jutnak, és képesek lesznek meghódítani Japánt, Tajvant, a Fülöp-szigeteket, Ausztráliát és Új-Zélandot.
Az elméletet Eisenhower utódai, John F. Kennedy, Lyndon B. Johnson és Richard Nixon elnökök is felhasználták többek közt az Egyesült Államok részvételének megindoklására a vietnámi háborúban.
A dominóelméletnek volt egy másik, kevésbé elterjedt felfogása is a korabeli nyugati sajtóban, miszerint a Nyugatnak a vitatott területeken, országokon belül – ha már teljesen megtisztítani a kommunistáktól nem tudja – ellensúlyt kell képeznie, és azokat meg kell védenie, hasonlóan a dominókockák két részre osztásához.[forrás?] Példa erre a felfogásra az NSZK és az NDK, Észak- illetve Dél-Korea, Észak- és Dél-Vietnám, illetve Kína és Tajvan.
Idézetek:
- Eisenhower, 1953: „Tegyük fel, hogy elveszítjük Indokínát. Ha Indokína elvész, azonnal több dolog is történik. (…) Egész India körbe lesz véve [kommunista államokkal]. Burma is egészen biztosan, a mostani meggyengült állapotában, védtelen lenne. Szóval látják, valahol ennek gátat kell szabni. (…) Ez az, amit most a franciák csinálnak. Most, amikor az Egyesült Államok 400 millió dollárt támogatást szavaz meg, az nem ablakon kidobott pénz. Ezzel a lehető legolcsóbb megoldásra szavazunk, amellyel biztosíthatjuk az Egyesült Államok legfontosabb érdekét. A biztonságunkat!”[1]
- Kennedy, 1963: „Ezek az emberek, akik azt mondják, hogy ki kell vonulnunk Vietnámból, azok nagyon tévednek, mivel ha kivonulunk, akkor a kommunisták fogják uralni Vietnámot. Rövid időn belül pedig Thaiföld, Kambodzsa, Laosz, Malajzia is erre a sorsra jutna. Egész Délkelet-Ázsia kommunista és így kínai befolyás alá kerülne.”[2]

## Lásd még
- Truman-doktrína
- Hidegháború